# Al-Abwāʾ
Al-Abwāʾ (in arabo الابواء‎?) è un villaggio nei pressi di Rabigh, lungo la costa occidentale dell'Arabia Saudita. Maometto vi entrò prima della battaglia di Badr, nel 624, secondo anno dell'Egira. Le fonti islamiche sunnite affermano che ad al-Abwāʾ fosse stata inumata Amina bint Wahb, madre del Profeta e che fu qui che abbracciò l'Islam Abū Sufyān ibn al-Ḥārith. Gli sciiti ismailiti sostengono che fu qui che nacque Musa al-Kazim, figlio del 6º Imam Ja'far al-Sadiq.